# درآمد تصرف‌پذیر

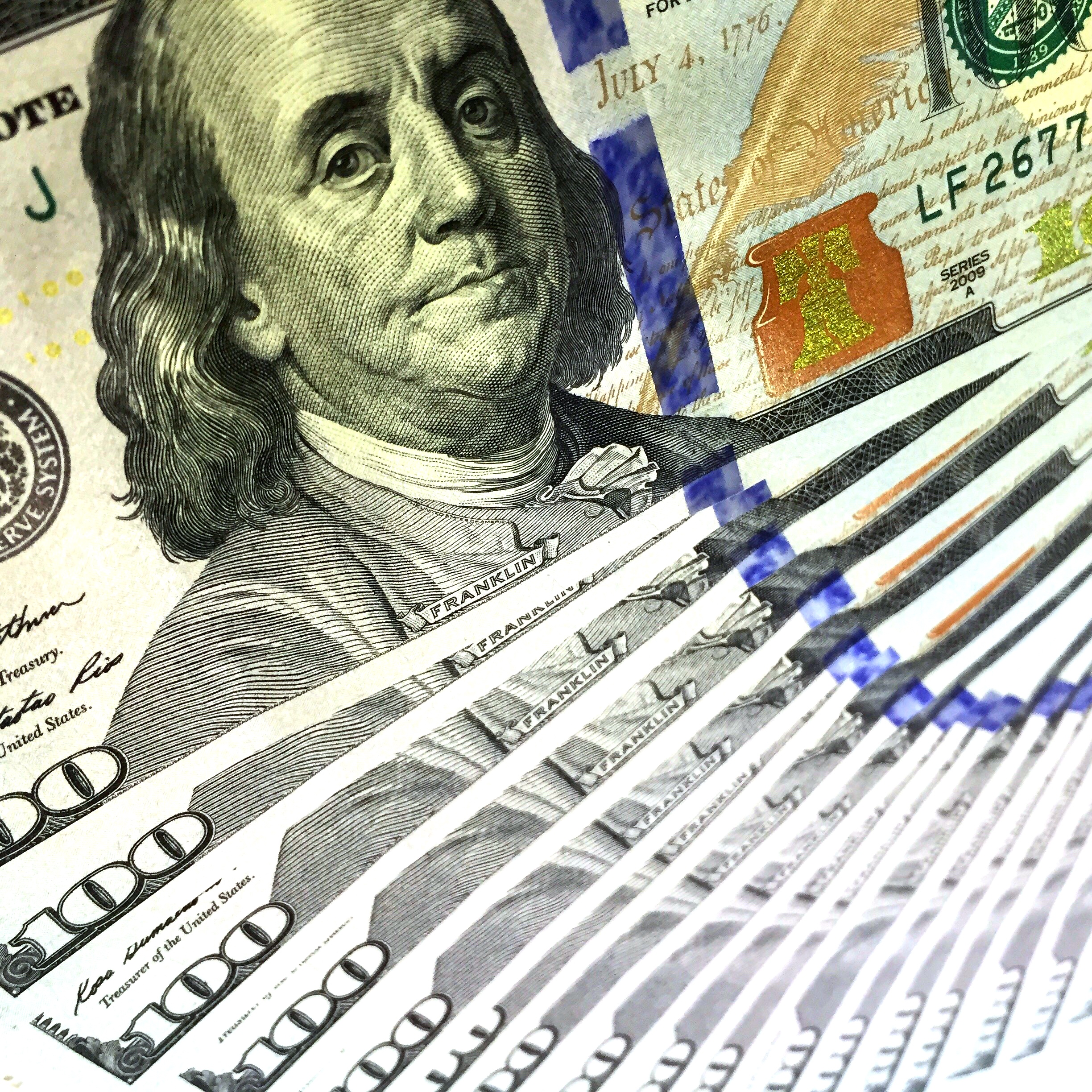
درآمدی که پس از کسر مالیات به مصرف می رسد

درآمد قابل تصرف، (به انگلیسی: Disposable Income) درآمدی است، که فرد می‌تواند، به مصرف و پس‌انداز، تخصیص دهد و مقدار آن، از طریق کسر نمودن مالیات بر درآمد از درآمد شخصی به‌دست می‌آید.
در حوزه کلان، درآمد قابل تصرف؛ با اضافه کردن تمام انتقالات جاری دریافتنی، بجز انتقالات اجتماعی غیرنقدی و کسر کردن تمام انتقالات جاری پرداختنی، بجز انتقالات اجتماعی غیرنقدی، به درآمد اولیه یک واحد تجاری، یا بخش نهادی، به‌دست می‌آید. درآمد قابل تصرف، قلم تراز کننده حساب توزیع ثانویه درآمد است.